# Osogna
Osogna is een plaats en voormalige gemeente in het Zwitserse kanton Ticino, en maakt deel uit van het district Riviera.
Osogna telt 983 inwoners.
Aangrenzende gemeenten zijn Cresciano, Lodrino, Iragna en Biasca in de Ticino en Arvigo in de Graubünden.

## Geschiedenis
Osogna werd voor het eerst genoemd in een akte van 1299. In de buurt van de rivier Nala werden Romeinse graven gevonden.
Een decreet van de burgerlijke gemeente van 1410 bepaalde dat, indien een gezin meer dan 10 geiten had, zij een tiende (een gezonde baby geit) moesten afdragen. Ook interessant is het verslag van de burgerlijke gemeente van 3 Augustus 1448. Ze besloten tot de locatie van een gebouw voor een zagerij. De deelnemers waren alleen geroepen door hun voornaam (Jozef van Cornon of Jacob van Roncasc).
Osogna was de hoofdstad van het baljuwschap van 1573-1798 en is de belangrijkste stad in het district van Riviera sinds 1803. De De Landfogte vertegenwoordigde de macht van de drie soevereine Kantons (Uri, Schwyz en Unterwalden) en beheerde de rechtspraak. Executies vond plaats in de "Giustizia" tussen Biasca en Osogna.
Landbouw was eeuwenlang de belangrijkste activiteit van de bevolking. De kastanjes waren belangrijk als voedsel tijdens de wintermaanden. Ook werd de wijnstok geteeld in de zonnigste plaatsen..
In de vallei van Osogna waren er veel wilde dieren. De laatste beer werd in 1837 gedood door Francesco Antonio Mattei. Tussen 1808 en 1837 werden in Osogna 15 beren gedood. De Kanton betaalde een beloning van 50 Milaanse pond voor elke gedode beer. (Men had het recht een poot te presenteren als bewijs).
Het dorp was een kruispunt op de Gotthard-route. Er waren herbergen waar passagiers en paarden de nacht konden doorbrengen.
De Ticino rivier overstroomde vaak de velden en weiden. Zelfs vandaag de dag kan het gebeuren dat sommige delen zijn overstroomd, ondanks de dammen.
De granietwinning en -bewerking is toegenomen na de opening van de Gotthardbahn. In 1899 werkten ongeveer 1500 mannen in de steengroeven van Osogna. Op dat moment was de winning een van de belangrijkste industrieën in Ticino. Deze industrie is erg afhankelijk van de bouwactiviteit. In 1908 was de productie gedaald met de helft omdat de concurrentie van gewapend beton toenam. De arbeiders kwamen uit Italië, silicose was bij hen een veel voorkomende ziekte. Staking voor betere lonen en werkomstandigheden waren heel gewoon. De laatste steengroeve werd gesloten in de jaren zestig. Vandaag de dag zijn er nog steengroeven operationeel in Cresciano.
Door de opening van de Gotthardbahn konden meer mensen werken in de spoorwegbouw, op de werkplaatsen van Biasca en Bellinzona of op het station en in de treinen.
Na de Eerste Wereldoorlog werd de school van Osogna bekend in Zwitserland, omdat de onderwijzeres Giovannina Mattei Alberti een van de eersten was die de Montessori-methode toepaste.
De emigratie naar de Verenigde Staten en Latijns-Amerika was in de negentiende eeuw en het begin van de Tweede Wereldoorlog hoog.

## Geografie
Osogna is gelegen 15 km ten noorden van Bellinzona en 5 km ten zuiden van Biasca, op de linkeroever van de rivier Ticino.
De hoogste toppen van de Torrone d'Orza (2952 m) bevinden zich circa 7 km naar het oosten. De rotsen van de regio zijn meestal van gneis en graniet. De vegetatie bestaat tot 900 meter hoogte uit loofbomen (beuk, kastanje), daarboven uit naaldhout (grenen, lariks). De rivier Nala verdeelt het dorp in twee delen. De rivier Boggera markeert de grens met Cresciano.

## Burgerlijke gemeente
De burgers van Osogna behoren tot een dorpsgemeenschap die teruggaat naar de vicina (Nachbarschaft) van de Middeleeuwen, die ook in het naburige Graubünden voorkwam.
Deze dorpsgemeenschap is ouder dan de politieke gemeente. De weilanden op de berghellingen waren eigendom van de burgerlijke gemeente.
Het vruchtgebruik van de weiden werd in de zomer verdeeld onder de burgerlijke families (Boggia van Casnedo voor de familie Pellanda, Boggia van Orz voor de familie Jemetti, Boggia van Otri voor de familie Mattei). Dit was een typisch agrarische gewoonte voor de alpiene regio's; de runderen grazen in de lente op de laagste weiden en in de zomer op de hoogste weiden. Het boerengezin en veeverzorgers verhuisden mee naar tijdelijke onderkomens. In 1950 werd dit systeem van transhumance verlaten.
De oude burgerlijke families uit Osogna zijn:
- Guidi, Jemetti, Malaguerra, Mattei, Negrini, Pellanda.

## Parochie
De parochiekerk werd gebouwd in 1498. Er zijn ook twee andere kerken: de kerk van Santa Maria gebouwd in de Middeleeuwen op de plaats van een oud kasteel (met een gotische icoon van Ivo Striegel), en de kerk van Santa Pietà (1729).